# Galvez EC
Galvez EC is een Braziliaanse voetbalclub uit Rio Branco in de staat Acre

## Geschiedenis
De club werd opgericht in 2011 door militairen als opvolger van Tiradentes. De club begon in de tweede klasse van het Campeonato Acreano en werd in het eerste seizoen vicekampioen achter Andirá. Het jaar erop werd de club kampioen en promoveerde. In het eerste seizoen plaatste de club zich voor de tweede fase, waar ze uitgeschakeld werden door Rio Branco. Ook het jaar erna werd de tweede fase bereikt, nu was Atlético te sterk. In 2015 won de club wel in de tweede fase van Atlético, maar verloor dan van Rio Branco in de finale. Na twee seizoenen in de middenmoot speelde de club in 2018 opnieuw de finale om de titel tegen Rio Branco. Opnieuw werd verloren maar de club plaatste zich nu wel voor de nationale Série D van het jaar erop, waar de club in de groepsfase uitgeschakeld werd. In 2019 speelde de club opnieuw de finale, maar verloor nu van Atlético. In 2020 won de club beide toernooien zodat een finale niet nodig was en zo de eerste titel binnen gehaald werd.

## Erelijst
Campeonato Acreano
2020